# Adam Haag
Adam Haag (ook Adem Hagion, pseudoniemen voor Jacob Pieter Haag) (Amsterdam, 6 juni 1893 - Hilversum, 21 april 1971) was een Nederlandse grafisch kunstenaar, schrijver van kunstboeken, esoterische lectuur en romans.

## Leven en werk
In 1926 woonde Haag in Lage Vuursche. In dat jaar was hij redacteur van het tijdschrift De Idea. In 1927 verscheen zijn boek Nomaden, kunstenaars wel en wee in Nederland. Hierin beschrijft Haag het leven dat kunstenaars in de eerste jaren van de 20e eeuw in de marge van de samenleving leiden, geïllustreerd door Henri Pieck. De criticus A.M. de Jong noemde Haag om dit boek een literaire beunhaas. Een door Haag ingediende aanklacht tegen De Jong leidde niet tot vervolging. Zijn toneelstuk De Lafaard werd in 1931 in Den Haag opgevoerd door Het Speeltoneel. In 1946 verscheen de roman Brandende harten, in 1948 gevolgd door de detectiveroman Het signaal in de nacht, die zich afspeelde rond Kasteel Drakensteijn op de Lage Vuursche. Onder het pseudoniem Adem Hagion zijn van zijn hand verschenen De witte Bijbel en De grote omissie. Na de Tweede Wereldoorlog was hij bevriend met kunstvervalser Han van Meegeren. Haag sprak bij diens crematie.
Haag was de vader van Stan Haag, diskjockey bij Veronica.
- Digitale Bibliotheek voor de Nederlandse Letteren: haag013
- International Standard Name Identifier: 0000 0003 8802 8384
- Nederlandse Thesaurus van Auteursnamen: 070529183
- Virtual International Authority File: 281091028
- WorldCat: E39PBJkxMBY3Q9cXHRJPDRVXBP